# Endocoelus idius
Endocoelus idius es una especie de coleóptero de la familia Endomychidae.

## Distribución geográfica
Habita en la India.